# Queen of Montreuil
Queen of Montreuil je francouzský komediálně-dramatický film z roku 2012, který režírovala Sólveig Anspach. Snímek měl světovou premiéru na filmovém festivalu Paris Cinéma dne 7. července 2012.

## Děj
Agathe se vrací z Vietnamu s popelem svého manžela, který jako lékař v této zemi zemřel. Na letištní celnici v Paříži se seznámí se dvěma Islanďany – Annou a jejím synem Úlfurem – jejichž letecká společnost zkrachovala kvůli finanční krizi a oni uvízli při cestě z Jamajky. Nabídne jim ubytování na několik dní ve svém domě v Montreuil.
Anna a Úlfur jsou dvě excentrické a svérázné osoby. Anna je po padesátce básnířkou a bere život tak, jak přichází. Úlfur ve 25 letech hledá sám sebe. Oba se rychle začlení do pestrého života pařížského předměstí.
Agathe ve svém truchlení nachází pomoc u Úlfura a islandské legendy, která vysvětluje, že duše mrtvých musí najít útočiště u mořského živočicha, aby nalezly klid.

## Obsazení
| Florence Loiret Caille  | Agathe                            |
| Didda Jónsdóttir        | Anna                              |
| Úlfur Ægisson           | Úlfur, syn Anny                   |
| Éric Caruso             | Caruso                            |
| Samir Guesmi            | Samir                             |
| Alexandre Steiger       | Alexandre, strážce v pařížské ZOO |
| Zakariya Gouram         | Selim Loubna                      |
| François Tarot          | Ludovic, soused                   |
| Anne Morin              | Virginie, sousedka                |
| Thomas Blanchard        | Baptiste                          |
| Bernard Bloch           | Bernard                           |
| Sophie Quinton          | Laurentova milenka                |
| Nicolette Love Suwonton | Nicolette                         |

## Ocenění
- Benátský filmový festival: Cena Liny Mangiacapre
- Cena Jacquese Préverta za scénář: nominace na nejlepší původní scénář (Solveig Anspach a Jean-Luc Gaget)